# Hoplia maremmana
Hoplia maremmana är en skalbaggsart som beskrevs av Leo, Liberto, Rattu och Sechi 2010. Hoplia maremmana ingår i släktet Hoplia och familjen Melolonthidae. Inga underarter finns listade i Catalogue of Life.